# Daniel Mayet
Pour les articles homonymes, voir Mayet.
Daniel-Henri Mayet est un homme politique français né le 18 juillet 1815 à Bourg-Saint-Maurice (Savoie) et décédé le 12 mars 1900 à Moûtiers (Savoie)

## Biographie
Procureur au Tribunal de Moutiers de 1843 à 1860, il devient avoué en 1860 et revend sa charge en 1863. Directeur de l'établissement thermal de Brides-les-Bains, il est juge de paix à Bozel en 1870. Il quitte ses fonctions pour se lancer en politique. Conseiller municipal de Moutiers, conseiller d'arrondissement, il est député de la Savoie de 1876 à 1885, siégeant à gauche. Il est l'un des 363 qui refusent la confiance au gouvernement de Broglie, le 16 mai 1877. 
Il est membre du CAF de Tarentaise.

## Sources
1. ↑  Dominique Lejeune, France. Comité des travaux historiques et scientifiques, Les "Alpinistes" en France à la fin du XIXe et au début du XXe siècle (vers 1865 - vers 1919) : étude d'histoire sociale, étude de mentalité, Editions du C.T.H.S., Volume 14 de Mémoires de la Section de géographie, 1988, 271 p. (ISBN 978-2-7355-0150-2), p. 92.